# By the Light of the Northern Star
A By the Light of the Northern Star a feröeri folk-metalt játszó Týr zenekar ötödik albuma, ami 2009. május 29-én látott napvilágot. Az együttes részben ismét népdalokat és énekeket dolgozott föl.

## Az album dalai
1. Hold the Heathen Hammer High
2. Tróndur í Gøtu
3. Into the Storm
4. Northern Gate
5. Turið Torkilsdóttir
6. By the Sword in My Hand
7. Ride
8. Hear the Heathen Call
9. By the Light of the Northern Star
10. The Northern Lights (bónusz dal a limitált kiadáson)
11. Anthem (bónusz dal a limitált kiadáson)

## Külső hivatkozások
- A Týr hivatalos honlapja